# Max Jakob Friedländer
Max Jakob Friedländer (Berlim, 5 de Julho de 1867 - Amesterdão, 11 de Outubro de 1958) foi um historiador de arte e curador alemão. Max Friedländer foi um especialista em pintura flamenga primitiva e em Renascimento nórdico. Em 1891, iniciou os seus estudos em história da arte, na cidade de Munique, e, no mesmo ano, Friedländer voluntariou-se para a colecção de gravuras e desenhos da dos Museus Estatais de Berlim, sob a direcção de Friedrich Lippmann. Em 1896, Lippmann recomendou-o para a Gemäldegalerie, sob a direcção de Wilhelm Bode, que o nomeou director-assistente em 1904. Depois de alguns anos a angariar várias obras para o museu, em 1924 Friedländer a publicar o seu principal trabalho: uma compilação de todos artistas dos primórdios da arte flamenga; neste mesmo ano, sucedeu a Bode como director.
A ascensão dos nazis ao poder em 1933, coincidiu com a reforma de Friedländer passou a trabalhar como consultor privado de arte para os alemães e para negociadores estrangeiros de arte, desfrutando da protecção do regime nazi, na figura de Hermann Goering. Em 1939, emigra para Amesterdão onde, com a invasão das tropas alemãs, foi feito prisioneiro, mas libertado com a ajuda do negociante em arte Karl Haberstock.
Max Jakob Friedländer morreu em Amesterdão, em 1958.

## Trabalhos publicados
- Meisterwerke der niederländischen Malerei des 15. und 16. Jahrhunderts, 1903
- Von Jan van Eyck bis Bruegel, 1916
- A. Dürer, 1923
- Die altniederländische Malerei, 1924-37
- Echt und unecht, 1929
- Von Kunst und Kennerschaft, 1946
- Essays über die Landschaftsmalerei, 1947
- Early Netherlandish Painting, vol. VII, Leiden and Brussels, 1972